# Cordillera Litoral
La cordillera Litoral (también cordillera Litoral Catalana o cordillera Costera Catalana; en catalán, Serralada Litoral) es una cordillera localizada en Cataluña (España), que conforma la vertiente litoral de las Cordilleras Costeras catalanas.
Geológicamente se caracteriza por haberse formado en dos fases: una etapa tectónica compresiva (entre 70 y 30 millones de años atrás) y otra extensiva (desde hace 30 millones de años hasta el presente), un fenómeno que se conoce como inversión tectónica.

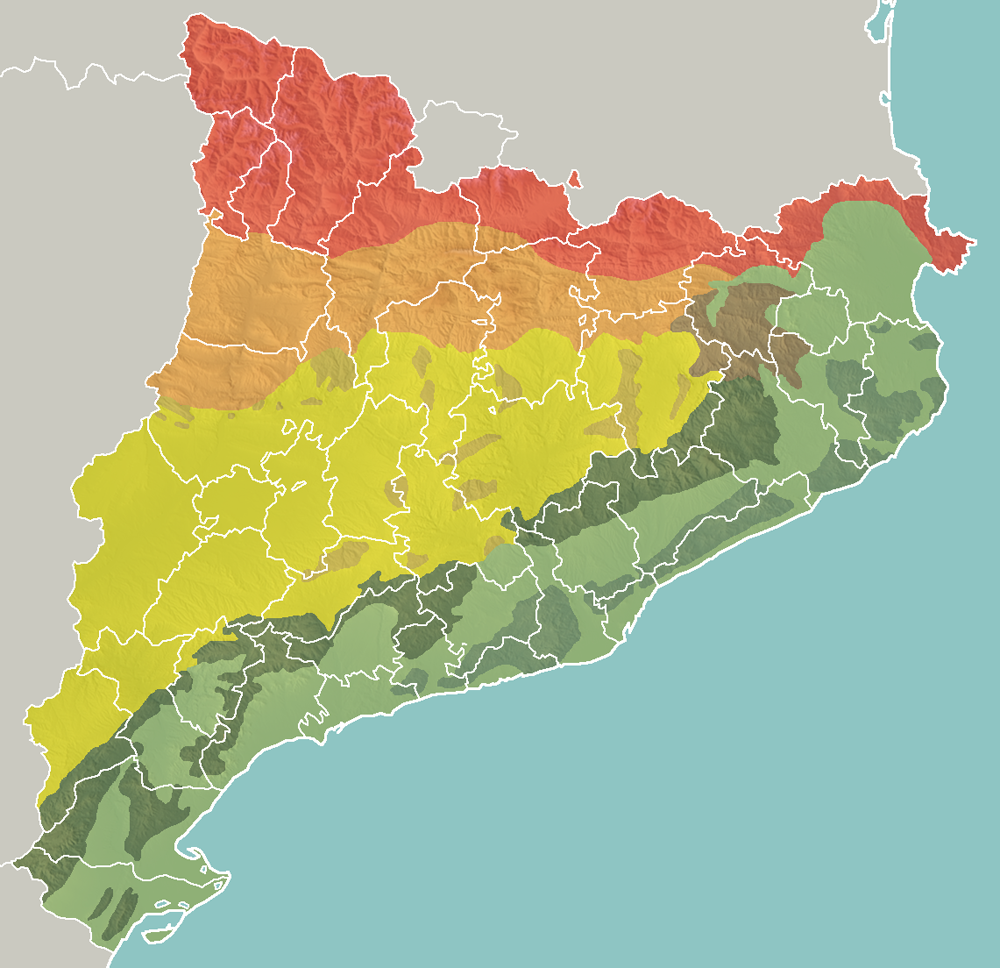
Unidades morfoestructurales de Cataluña:

| Pirineo Prepirineo Depresión central catalana Pequeñas estribaciones en la Depresión Central | Cordillera Transversal Cordillera Prelitoral Cordillera Litoral Depresiones litoral y prelitoral y otras llanuras costeras |

## Subdivisiones
Se sitúa en paralelo a la costa, entre el río Foix y el golfo de Rosas. De norte a sur, comprende las sierras y macizos de:
- Macizo del Montgrí
- Montañas de Begur
- Macizo de Las Gavarras
- Macizo de las Cadiretes
- Macizo del Montnegre
- Sierra del Corredor
- Sierra de Sant Mateu
- Sierra de la Marina
- Sierra de Collserola
- Montaña de Montjuic
- Macizo del Garraf
- Sierra del Montsiá

En esta cordillera nacen numerosas rieras, que ven como sus cauces aumentan enormemente cuando llueve.
Su punto más alto se encuentra en la sierra del Montnegre, en la cima del Turó Gros (773 metros).
Cuenta con diversos espacios naturales protegidos, como el parque natural del Montnegre y el Corredor, el Parque de Collserola y el parque natural del Garraf.

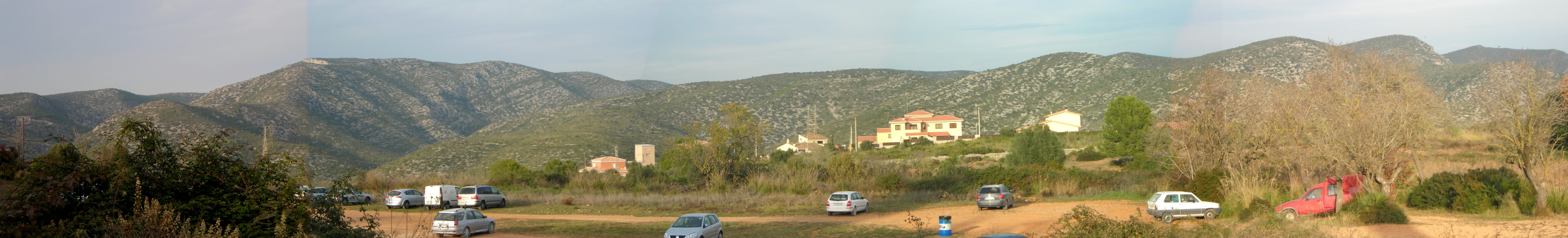
Montaje panorámico de parte del macizo rocoso del Garraf, perteneciente al Parc Natural del Garraf.